# Tank Toland

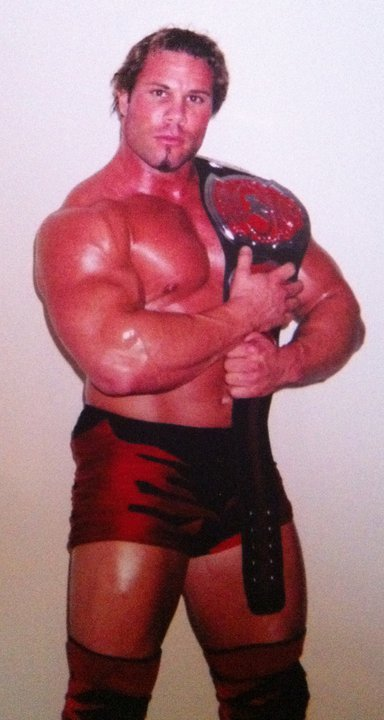
Tank Toland.

John Toland Michael (31 de agosto de 1980) es un luchador profesional estadounidense, más conocido por su trabajo en la promoción independiente de Ring of Honor, bajo el nombre de Tank Toland. Toland también fue conocido por la lucha libre como James Dick para la World Wrestling Entertainment en su marca SmackDown entre 2005 a 2006.

## Carrera
Toland fue entrenado en The Monster Factory e hizo su debut en 2000.

### World Wrestling Entertainment (2003-2006)
Toland luchó en el territorio de desarrollo de la World Wrestling Entertainment, la Ohio Valley Wrestling a partir de mayo de 2003, haciendo equipo con Chris Cage. El dúo babyface ganó el título por parejas tres veces. Durante 2005 Toland se tornó heel y se puso a trabajar en equipo con Chad Wicks, quien se hizo pasar por su primo, Chad Toland, luchando como los Blond Bombers y el 12 de abril de 2005, el equipo ganó el título OVW Tag Team de los Thrillseekers (Matt Cappotelli y Johnny Jeter). Toland también llegó a ganar el Título Peso Pesado de la OVW desde que tomó de su expareja Chris Cage. Ostentaba el título hasta que tuvo que renunciar a él debido a su primero desgarro en el bíceps que requirió de cirugía. Mientras que en OVW Toland fue votado por los fanes para ser el babyface más popular, así como el heel más popular, que lo convirtió en uno de los principales sorteos que la compañía hizo.

## Vida personal
Toland se crio en las playas de Margate City, Nueva Jersey, donde fue un salvavidas teniente de la Patrulla de la playa. Asistió a Atlantic City High School, donde fue capitán de sus dos equipos de fútbol y béisbol. También fue activo tanto en los programas escolares y las obras de caridad de la comunidad. Toland continúa para mantenerse activo dentro de la comunidad y el apoyo de varias organizaciones benéficas.
Junto con ser un luchador profesional, Toland mantiene varios grados en fisiología del ejercicio, quinesiología, Enseñanza de la Salud y la Educación Física y tiene una especialización en Psicología. Toland era un buen maestro de la salud y la educación física antes de hacer la transición a la lucha libre profesional. Él ahora de nuevo persigue su carrera docente, trabajando a tiempo completo como profesor sustituto en Atlantic City High School mientras que todavía lucha a tiempo parcial.
En 2009, Toland se comprometió con la luchadora profesional Jillian Fletcher, más conocida por su nombre en el ring de Jillian Hall, a quien conoció cuando ambos tenían formación en la Ohio Valley Wrestling. Desde entonces se han separado.

## En lucha
- Movimientos finales
  - Power Trip (Thrust spinebuster)
  - Spear
  - Tank Turret (Discus double axe handle)

- Con Chad Dick
  - Movimientos finales
    - Bearhug (John) / Diving leg drop (Chad) combination

  - Movimientos de firma
    - Double fireman's carry flapjack

- Apodos
  - "The Tank"

## Campeonatos y logros
- Ohio Valley Wrestling
  - OVW Southern Tag Team Championship (4 veces) – con Chris Cage (3) y Chad Toland (1)

- Pro Wrestling Illustrated
  - Ubicado en el puesto #141 de los PWI 500 en 2006[3]